# Mespilus germanica
Mespilus germanica, comummente chamada nespereira-europeia, nespereira-da-europa ou simplesmente nespereira  (nome vulgar que partilha com a espécie Eriobotrya japonica), é uma espécie de planta com flor pertencente à família Rosaceae. 
A autoridade científica da espécie é L., tendo sido publicada em Species Plantarum 1: 478. 1753.
Trata-se de uma espécie presente no território português, nomeadamente em Portugal Continental.
Não se encontra protegida por legislação portuguesa ou da Comunidade Europeia.
É nativa do sudeste da Europa.

## Características da planta
Árvore geralmente de até 8 metros de altura. Folhas densamente pilosas na face inferior, verdes brilhantes na face superior. Flores pequenas, alvas e aromáticas.
Fruto: Tipo baga, piriforme, de cor castanho avermelhado. Polpa comestível, carnosa, de coloração alaranjada, suculenta.
Frutificação: Inverno
Propagação: Semente